# Mesechites
Mesechites là chi thực vật có hoa trong họ Apocynaceae.